# Hemichromis
Hemichromis, è un genere di pesci d'acqua dolce conosciuti comunemente come pesci gioiello, appartenenti alla famiglia Cichlidae, sottofamiglia Pseudocrenilabrinae, endemici dell'Africa.

## Specie
Al genere appartengono 11 specie:
- Hemichromis angolensis Steindachner, 1865
- Hemichromis bimaculatus Gill, 1862
- Hemichromis cerasogaster (Boulenger, 1899)
- Hemichromis elongatus (Guichenot, 1861)
- Hemichromis exsul (Trewavas, 1933)
- Hemichromis fasciatus Peters, 1857
- Hemichromis frempongi Loiselle, 1979
- Hemichromis guttatus Günther, 1862
- Hemichromis letourneuxi Sauvage, 1880
- Hemichromis lifalili Loiselle, 1979
- Hemichromis stellifer Loiselle, 1979